# تحقيق هنتر
تحقيق هنتر (بالإنجليزية: Achievement Hunter) هو موقع لتعليق على الألعاب الفيديو تابع لشركة أسنان الديك أمريكية، تم تأسيسه في 6 يوليو 2008.